# Maria Schneider (música)
Maria Schneider (Windom, 27 de noviembre de 1960) es una arreglista, compositora y directora de big band de jazz estadounidense. En 2005, su álbum Concert in the Garden ganó un Grammy como "Mejor Álbum de Grupo de Gran formato". Fue el primer Grammy para un trabajo solamente vendido a través de internet.

## Historial
Estudió Teoría de la Música y composición en la Universidad de Minnesota, graduándose en 1983. Comenzó entonces, en 1985, un Máster de Música de la Eastman School of Music. Una vez finalizada su estancia en Eastman, Gil Evans la acogió como arreglista aprendiz, colaborando con él en los siguientes siete años, realizando además arreglos para Sting y bandas sonoras como El color del dinero y Absolute Beginners. Schneider estuvo estudiando también con Bob Brookmeyer, desde 1986 a 1991, mientras trabajaba como arreglista freelance en Nueva York.
Formó "The Maria Schneider Jazz Orchestra" en 1993, apareciendo semanalmente en el club Visiones de Greenwich Village, durante cinco años. Su big band ha actuado en un gran número de festivales y ha realizado giras por Europa. Schneider fue una de las primeras artistas en usar ArtistShare para producir un álbum. Su álbum de 2007, Sky Blue, también fue publicado vía ArtistShare.

## Premios
Su disco de 2004, Concert in the Garden, obtuvo el Grammy Award como mejor disco del año para grupo de gran formato, siendo el primer disco publicado exclusivamente vía internet en lograrlo. Fue también elegido "Disco de jazz del año" por la Jazz Journalists Association, quienes también declararon a Schneider Compositora y Arreglista del año, nominando además a su grupo como Big Band del Año.
Una composición de Schneider, "Cerulean Skies", de su disco Sky Blue, ganó en 2008 el Grammy a la "Mejor composición instrumental".

## Discografía
- Evanescence (1994)
- Coming About (1995)
- Live At The Jazz Standard—Days Of Wine And Roses (2000)
- Allegresse (2000)
- Concert in the Garden (2004)
- Sky Blue (2007)
- The Thompson Fields (2015)